# Amalie Bruun
Amalie Bruun, född 6 januari 1985 i Köpenhamn, är en dansk sångerska, låtskriverska och modell. Hon har gjort popmusik under sitt verkliga namn och som del av gruppen Ex Cops, samt black metal under namnet Myrkur (isländska för "mörker").
Bruun albumdebuterade 2006 med en självbetitlad skiva med popsånger skrivna av henne själv och hennes far Michael Bruun. År 2008 skrev hon ledmotivet till den danska upplagan av dokusåpan Paradise Hotel, "If You Give It Up". Efter att ha flyttat till New York släppte hon 2010 EP:n Branches och 2012 singeln "Siren". År 2011 anslöt hon till indiepopgruppen Ex Cops som släppt albumen True Hallucinations (2013) och Daggers (2014).
Hon debuterade som metalmusiker 2014 med EP:n Myrkur, som blandar black metal och gothic metal och togs emot väl av kritikerkåren. Den följdes 2015 av fullängdsalbumet M, producerat av norske Kristoffer Rygg från gruppen Ulver, som utöver black metal blandar in influenser från post-metal, darkwave, skandinavisk folkmusik och klassisk musik.

## Diskografi
- Amalie Bruun (2006)
- Housecat (EP) (2008)
- Branches (EP) (2010)
- Siren (singel) (2012)
- True Hallucinations (LP) (2013) – med Ex Cops
- Myrkur (EP) (2014) – som Myrkur
- Daggers (LP) (2014) – med Ex Cops
- M (2015) – som Myrkur
- Mareridt som Myrkur